# Берестова (притока Ворони)
Берестова (рос. Б. Берестовая; без названия) — балка (річка) в Україні у Великоновосілківському районі Донецької області. Ліва притока Ворони (басейн Дніпра).

## Опис
Довжина річки приблизно 10,81 км, найкоротша відстань між витоком і гирлом — 10,20 км, коефіцієнт звивистості річки — 1,06. Формується декількома балками та загатами. На деяких ділянках балка пересихає.

## Розташування
Бере початок на південно-східній околиці села Привільне. Тече переважно на північний захід понад селом Вільне Поле і на північній околиці села Комишуваха впадає в річку Ворону, ліву притоку річки Вовчої.

## Цікаві факти
- У XX столітті на балці існували водосховища, птахо- та молочні ферми[2].